# Campeonato Mundial de Atletismo em Pista Coberta de 2014 - Salto com vara masculino
A prova do Salto com vara masculino do Campeonato Mundial de Atletismo em Pista Coberta de 2014 foi disputada  no dia 8 de março na Ergo Arena em Sopot, na Polônia.

## Recordes
Antes desta competição, os recordes mundiais e do campeonato nesta prova eram os seguintes:
|    | Nome              | Nacionalidade | Altura  | Local            | Data                    |
| -- | ----------------- | ------------- | ------- | ---------------- | ----------------------- |
| WR | Renaud Lavillenie | França        | 6m 16cm | Donetsk, Ucrânia | 15 de fevereiro de 2014 |
| CR | Steven Hooker     | Austrália     | 6m 01cm | Doha, Catar      | 13 de março de 2010     |

## Medalhistas
| Ouro                         | Prata            | Bronze             |
| Konstadinos Filippidis (GRE) | Malte Mohr (GER) | Jan Kudlička (CZE) |

## Cronograma
| Data       | Hora  | Evento |
| ---------- | ----- | ------ |
| 8 de março | 18:00 | Final  |

## Resultados

### Final
A final ocorreu dia 8 de março. 

| Colocação         | Atleta                 | Nacionalidade | Provas | Provas | Provas | Provas | Provas | Provas | Resultado | Notas |
| Colocação         | Atleta                 | Nacionalidade | 5,40   | 5,55   | 5,65   | 5,75   | 5,80   | 5,85   | Resultado | Notas |
| ----------------- | ---------------------- | ------------- | ------ | ------ | ------ | ------ | ------ | ------ | --------- | ----- |
| Medalha de ouro   | Konstandinos Filipidis | Grécia        | o      | o      | o      | o      | o      | xxx    | 5,80      | SB    |
| Medalha de prata  | Malte Mohr             | Alemanha      | –      | o      | o      | o      | xo     | xxx    | 5,80      |       |
| Medalha de bronze | Jan Kudlička           | Chéquia       | o      | –      | o      | xxo    | xxo    | xxx    | 5,80      | PB    |
| 4.                | Thiago Braz            | Brasil        | –      | xxo    | o      | xo     | xxx    |        | 5,75      |       |
| 5.                | Xue Changrui           | China         | xxo    | xxo    | xo     | xo     | xxx    |        | 5,75      |       |
| 6.                | Robert Sobera          | Polónia       | o      | xo     | o      | x-     | xx     |        | 5,65      |       |
| 7.                | Augusto de Oliveira    | Brasil        | o      | xo     | xxo    | xxx    |        |        | 5,65      | SB    |
| 8.                | Luke Cutts             | Reino Unido   | xxo    | xo     | xxo    | xxx    |        |        | 5,65      |       |
| 9.                | Yang Yancheng          | China         | o      | o      | xx-    | x      |        |        | 5,55      |       |
| 10.               | Jérôme Clavier         | França        | o      | xo     | xxx    |        |        |        | 5,55      |       |
| 11.               | Kévin Menaldo          | França        | o      | xxo    | xxx    |        |        |        | 5,55      |       |
| 12.               | Paweł Wojciechowski    | Polónia       | o      | xxx    |        |        |        |        | 5,40      |       |

Legenda
| Recorde mundial       | Recorde mundial (World record)               |                       | Recorde africano                      | Recorde africano (African) |                                           | Q | Classificado por posição (Qualified) |
| Recorde do campeonato | Recorde do campeonato (Championship record)  | Recorde da América    | Recorde da América (Americas)         | q                          | Classificado por melhor tempo (Qualified) |   |                                      |
| Melhor marca do ano   | Melhor marca do ano (World leading)          | Recorde asiático      | Recorde asiático (Asian)              | DNS                        | Não largou (Did not start)                |   |                                      |
| Recorde nacional      | Recorde nacional (National record)           | Recorde europeu       | Recorde europeu (European)            | DNF                        | Não terminou (Did not finish)             |   |                                      |
| Recorde pessoal       | Recorde pessoal do atleta (Personal best)    | Recorde da Oceania    | Recorde da Oceania (Oceania)          | DSQ / DQ                   | Desclassificado (Disqualified)            |   |                                      |
| Recorde da temporada  | Recorde da temporada do atleta (Season best) | Recorde sul-americano | Recorde sul-americano (South America) | NM                         | Sem marca (No mark)                       |   |                                      |